# Zénon Lesage
Zénon Lesage (né le 18 décembre 1885 à Sainte-Thérèse, mort le 4 février 1956 à Montréal) est un médecin et homme politique québécois. Il a été député de Montréal-Laurier à l'Assemblée législative du Québec en 1935 et 1936.

## Biographie
Zénon Lesage est le fils de Jérémie Lesage, cultivateur, et d'Orgéline Labelle. Il étudie au séminaire de Sainte-Thérèse et à l'université Laval à Montréal. Il devient médecin en 1911. Il exerce la médecine à Montréal. Il devient directeur de l'hôpital Saint-Luc. Il épouse Armande Lacoste le 2 juin 1914, dans la paroisse Saint-Georges, à Montréal.

### Politique

#### Municipale
Du 7 avril 1930 au 9 décembre 1940, il est échevin du quartier Saint-Jean au conseil municipal de Montréal et du 9 avril 1934 au 15 décembre 1936, il est membre du comité exécutif. Du 9 décembre 1940 au 11 décembre 1944, il est échevin du district no 6.

#### Nationale
Lors de l'élection générale québécoise de 1935, il est candidat de l'Action libérale nationale et est élu député du district électoral de Montréal-Laurier à l'Assemblée législative du Québec,. Il est candidat de l'Union nationale dans le même district lors de l'élection générale de 1936 et il est défait par peu de votes par Charles-Auguste Bertrand, qui était le procureur général dans le gouvernement du Parti libéral d'Adélard Godbout,. Lesage est de nouveau candidat de l'Union nationale lors de l'élection générale de 1939 et il est défait.
En 1944, il devient gouverneur de la prison de Bordeaux et directeur médical de l'hôpital qui y est affilié, poste qu'il occupe jusqu'à son décès. Il est membre de la commission d'hygiène de la Ville de Montréal.
Il est inhumé dans le cimetière Notre-Dame-des-Neiges, le 8 février 1956.